# Antoinette Peak
Der Antoinette Peak ist mit einer Höhe von 3477 m der vierthöchste Berg der Gros Ventre Range im US-Bundesstaat Wyoming. Er liegt innerhalb der Gros Ventre Wilderness im Bridger-Teton National Forest. Höher sind nur der Darwin Peak (3550 m), der Black Peak (3553 m) und der Doubletop Peak (3570 m). Östlich des Berges entspringt mit dem Gros Ventre River ein linker Nebenfluss des Snake River.